# Festival de la Canción de Eurovisión 1956
El I Festival de la Canción de Eurovisión tuvo lugar el 24 de mayo de 1956 en el Teatro Kursaal de Lugano, Suiza. El presentador fue Lohengrin Filipello, y la ganadora fue la canción «Refrain» de Lys Assia, representante del país anfitrión.

## Origen
El proceso para organizar la primera edición del Festival de la Canción de Eurovisión comenzó en 1954, cuando la Unión Europea de Radiodifusión designó un comité para organizar un programa de televisión emitido al mismo tiempo en todos los países miembros de la organización. Aunque en principio se pensó que sería un espectáculo de variedades, los italianos propusieron organizar un concurso internacional similar al Festival de Sanremo, que llevaban ellos organizando varios años, pero con canciones de todos los países.
El comité, dirigido por Marcel Bezençon, director de la televisión suiza, comenzó en enero de 1955 en Mónaco a estudiar seriamente la idea, y el 19 de octubre se aprobó oficialmente la idea en Roma. Un periodista británico fue el que le puso involuntariamente el nombre de Eurovision Song Contest al concurso, pese a que aún no existía el término Eurovisión, que actualmente se usa para referirse a la UER y al festival. La UER tradujo el nombre al francés con el nombre de Grand Prix Eurovision de la Chanson, que fue el usado oficialmente en el festival. El reglamento comenzó a escribirse a finales de 1955.

## Países participantes
Se recomendó a cada uno de los países participantes que llevaran a cabo una selección nacional para elegir su tema. En esta primera edición solo tomaron parte siete países: Alemania Occidental, Suiza, Francia, Luxemburgo, Italia, Países Bajos y Bélgica. Por otra parte, Austria, Dinamarca y el Reino Unido no participaron por haberse inscrito después de la fecha oficial. 
Debido al número tan bajo de participantes, para alargar el programa, cada país pudo enviar dos canciones. De los siete participantes, solo Suiza y Luxemburgo enviaron la misma cantante para sus dos canciones. Los demás enviaron dos cantantes. Una de las representantes neerlandesas, Corry Brokken, ganó el festival el año siguiente. Por otra parte, Fud Leclerc volvió a representar a Bélgica en 1958, 1960 y 1962 y Lys Assia representó a Suiza en 1957 y 1958.
| País y TV               | Título original de la canción     | Artista                | Proceso y fecha de selección        |
| País y TV               | Traducción al español             | Idiomas                | Proceso y fecha de selección        |
| ----------------------- | --------------------------------- | ---------------------- | ----------------------------------- |
| Alemania Occidental ARD | «Im Wartesaal zum großen Glück»   | Walter Andreas Schwarz | Final nacional, 01-05-56            |
| Alemania Occidental ARD | En la antesala de la buena suerte | Alemán                 | Final nacional, 01-05-56            |
| Alemania Occidental ARD | «So geht das jede Nacht»          | Freddy Quinn           | Repescado internamente, 01-05-56    |
| Alemania Occidental ARD | Así lo pasamos todas las noches   | Alemán                 | Repescado internamente, 01-05-56    |
| Bélgica INR             | «Messieurs les noyés de la Seine» | Fud Leclerc            | Elección interna, 24-05-56          |
| Bélgica INR             | Los señores ahogados del Sena     | Francés                | Elección interna, 24-05-56          |
| Bélgica INR             | «Le plus beau jour de ma vie»     | Mony Marc              | Elección interna, 24-05-56          |
| Bélgica INR             | El día más bello de mi vida       | Francés                | Elección interna, 24-05-56          |
| Francia RTF             | «Le temps perdu»                  | Mathé Altéry           | Elección interna                    |
| Francia RTF             | El tiempo perdido                 | Francés                | Elección interna                    |
| Francia RTF             | «Il est là»                       | Dany Dauberson         | Elección interna                    |
| Francia RTF             | Él está aquí                      | Francés                | Elección interna                    |
| Italia RAI              | «Aprite le finestre»              | Franca Raimondi        | Festival de San Remo 1956, 11-03-56 |
| Italia RAI              | Abrid las ventanas                | Italiano               | Festival de San Remo 1956, 11-03-56 |
| Italia RAI              | «Amami se vuoi»                   | Tonina Torrielli       | Festival de San Remo 1956, 11-03-56 |
| Italia RAI              | Ámame si quieres                  | Italiano               | Festival de San Remo 1956, 11-03-56 |
| Luxemburgo CLT          | «Ne crois pas»                    | Michèle Arnaud         | Elección interna                    |
| Luxemburgo CLT          | No creas                          | Francés                | Elección interna                    |
| Luxemburgo CLT          | «Les amants de minuit»            | Michèle Arnaud         | Elección interna                    |
| Luxemburgo CLT          | Los amantes de medianoche         | Francés                | Elección interna                    |
| Países Bajos NTS        | «De vogels van Holland»           | Jetty Paerl            | Final nacional, 24-04-56            |
| Países Bajos NTS        | Los pájaros de Holanda            | Neerlandés             | Final nacional, 24-04-56            |
| Países Bajos NTS        | «Voorgoed voorbij»                | Corry Brokken          | Final nacional, 24-04-56            |
| Países Bajos NTS        | Se acabó para bien                | Neerlandés             | Final nacional, 24-04-56            |
| Suiza TSR               | «Das alte Karussell»              | Lys Assia              | Final nacional, 28-04-56            |
| Suiza TSR               | El viejo carrusel                 | Alemán                 | Final nacional, 28-04-56            |
| Suiza TSR               | «Refrain»                         | Lys Assia              | Final nacional, 28-04-56            |
| Suiza TSR               | Estribillo                        | Francés                | Final nacional, 28-04-56            |

### Directores de orquesta
Los países pudieron decidir si presentaba su propio director de orquesta o el del país anfitrión.
- Países Bajos - Fernando Paggi
- Suiza - Fernando Paggi
- Bélgica - Léo Souris
- Alemania Occidental - Fernando Paggi
- Francia - Franck Pourcel
- Luxemburgo - Jacques Lassry
- Italia - Gian Stellari[4]

## Celebración del festival

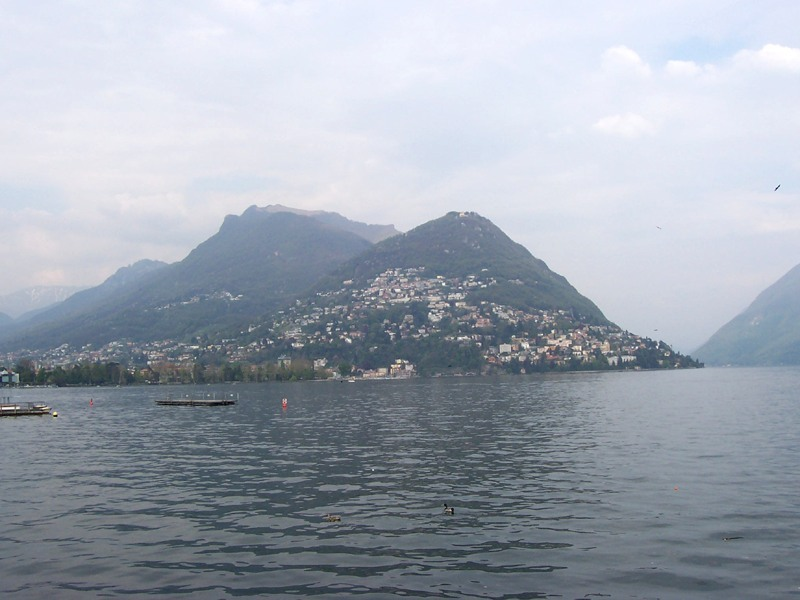
Lugano, ciudad sede del festival de Eurovisión 1956.

El festival de Eurovision de 1956 se celebró el 24 de mayo de 1956 en el Teatro Kursaal de Lugano, Suiza. Se trata del primer y único festival celebrado en italiano, el idioma del Cantón del Tesino.
En este primer festival, si bien no existían reglas escritas, se determinó que las canciones no debían exceder los tres minutos y medio, y debían estar interpretadas en uno de los idiomas oficiales del país al que representaban. Los cantantes estuvieron acompañados por una orquesta de 24 músicos proporcionada por la emisora anfitriona y dirigida por Fernando Paggi. Solo se permitió la participación a solistas, si bien Lys Assia fue acompañada por el quinteto Radiosa como coro en sus dos canciones, ya que en esta primera edición no existía limitación en el número de intérpretes en escena, algo que se introduciría al año siguiente.
El primer festival, de una hora y cuarenta minutos de duración, fue principalmente un programa radiofónico, aunque hubo cámaras en el estudio para aquellos pocos ciudadanos europeos que poseían un televisor. Esa razón explica la pobre decoración del plató.

### Resultados
Todos los países participantes enviaron un jurado compuesto por dos miembros, si bien, al no poder llegar el jurado de Luxemburgo a tiempo al festival, la UER permitió que el jurado suizo votara en su lugar. Finalmente se anunció la ganadora, Lys Assia, representante del país anfitrión con el tema «Refrain», acompañada por el quinteto Radiosa como coro. Pero los resultados del festival, aparte de la canción ganadora, son desconocidos. En la edición de 1957 el desglose de votos comenzó a ser público, entiendo que podía ser un gancho de cara a generar expectación.

## Comentaristas[5]
- Países Bajos - Piet te Nuyl[6] (NTS)
- Suiza - Georges Hardy (TSR)
- Bélgica - Janine Lambotte (INR), Nand Baert (NIR)
- Alemania Occidental - Wolf Mittler (Deutsches Fernsehen)
- Francia - Michèle Rebel[7] (RTF)
- Luxemburgo - Jacques Navadic (Télé-Luxembourg)
- Italia - Franco Marazzi (Programma Nazionale)
- Austria (no participante) - Wolf Mittler (ORF)
- Dinamarca (no participante) - Gunnar Hansen (Statsradiofonien TV)
- Reino Unido (no participante) - Wilfred Thomas (BBC Television Service)

## Anécdotas
La ausencia de países anglosajones en la competición y el hecho de que todas las canciones fueran en alguno de los idiomas oficiales de los países participantes hace que ésta fuera una de las dos ediciones (la otra fue en 1958) en la que no hubo ningún tema en inglés.
Lys Assia, al saberse ganadora y tener que interpretar una vez más su canción ganadora, se emocionó en la primera estrofa y no pudo continuar, con lo que la orquesta tuvo que volver a empezar, con las disculpas de la cantante.